# Финале Купа европских шампиона 1981.
Финале Европског купа 1981. је била фудбалска утакмица између Ливерпула из Енглеске и Реал Мадрида из Шпаније. Утакмица је била одиграна 27. маја 1981. године на Парку принчева у Паризу, Француска. Био је то финални меч сезоне 1980–81 у првом европском куп такмичењу, Европском купу. Ливерпул је наступао у свом трећем финалу, после два наступа 1977. и 1978. Реал Мадрид је наступао у свом деветом финалу, претходно је шест пута победио у такмичењу и два пута изгубио.
Сваки клуб је морао да прође кроз четири кола да би стигао до финала. У сваком колу свака екипа је морала да одигра два меча, са по једним мечем на домаћем терену сваког тима. Све осим једне Ливерпулове тесне утакмице биле су удобне победе, победили су Бајерн Минхен по правилу голова у гостима, док су све остале утакмице добили са најмање пет голова. Утакмице Реал Мадрида су се кретале од блиских до удобних победа. У првом колу су победили Лимерик укупним резултатом 7–2, али су њихова последња два меча победили са најмање два гола.
Гледано од стране 48.360 гледалаца, прво полувреме финала је било без голова. Ливерпул је повео у другом полувремену када је погодио Алан Кенеди. Одржали су ово вођство и победили у мечу резултатом 1–0, обезбедивши Ливерпулу трећи Куп Европе и пету узастопну победу енглеског тима. Менаџер Ливерпула Боб Пејсли постао је први менаџер који је три пута освојио такмичење. Од 2024. године, ово је последњи пораз Реал Мадрида у финалу Европског купа/УЕФА Лиге шампиона, пошто би они побеђивали у сваком од наредних финалних наступа.

## Пут до финала

### Ливерпул
| Коло         | Противник     | Прво коло | Друго коло | Збирни резултат |
| ------------ | ------------- | --------- | ---------- | --------------- |
| 1. коло      | ФК Оулу       | 1–1 (г)   | 10–1 (д)   | 11–2            |
| 2. коло      | Абердин       | 1–0 (г)   | 4–0 (д)    | 5–0             |
| Четвртфинале | ЦСКА Софија   | 5–1 (д)   | 6–1 (Г)    |                 |
| Полуфинале   | Бајерн Минхен | 0–0 (д)   | 1–1 (г)    | 1–1             |

Ливерпул се квалификовао у такмичење победом у Првој дивизији енглеске фудбалске лиге 1979–80, улазећи као шампион Енглеске. Противници у првом колу били су им фински шампион Оулу Палосеура. Прва утакмица у Финској на стадиону Рати одиграна је нерешено 1–1. Реванш утакмица на Ливерпуловом домаћем терену Енфилду резултирала је свеобухватном победом Ливерпула резултатом 10–1. Двојица њихових играча, Грем Сунс и Тери Мекдермот, постигли су по хет-трик. Ливерпул је победио укупним резултатом од 11–2.
У другом колу Ливерпул је прво играо нерешено против шкотског шампиона Абердина, кога је водио Алекс Фергусон. Прва утакмица је била на домаћем терену Абердина, Питодрију, голом Мекдермота у петом минуту обезбедила је победу Ливерпула од 1:0. Реванш на Енфилду је победио Ливерпул резултатом 4–0, тако да су победили укупним резултатом од 5–0. Противник Ливерпула у четвртфиналу био је бугарски шампион ЦСКА из Софије. Прва утакмица је одржана у Енглеској, још један хет-трик Сунса и голови Мекдермота и Семија Лија донели су Ливерпулу победу резултатом 5–1. Победили су у реваншу на Националном стадиону Васил Левски резултатом 1–0 да би се пласирали у полуфинале захваљујући укупној победи од 6–1.
У полуфиналу су се суочили са шампионом Западне Немачке, Бајерном из Минхена. Прва утакмица у Енглеској завршена је нерешеним резултатом 0:0. Ливерпул је морао да постигне гол у реваншу да би прошао у финале. Одмах на почетку у првим минутима меча Кенија Далглиша је морао да замени неискусни Хауард Гејл. Међутим, Гејл је искористио прилику, већ на старту промешао одбрану Бајерна својом претњом у нападу. Након седам минута до краја нормалног времена, Реј Кенеди је постигао гол и довео Ливерпул у вођство од 1:0. Бајерн је убрзо узвратио када је Карл-Хајнц Румениге постигао гол, међутим, морали су да постигну још један гол због правила голова у гостима. Нису могли то да ураде и Ливерпул је напредовао до трећег финала у пет сезона.

### Реал Мадрид
| Коло         | Противник         | Прво коло | Друго коло | Збирни резултат |
| ------------ | ----------------- | --------- | ---------- | --------------- |
| 1. коло      | Лимерик           | 2–1 (г)   | 5–1 (д)    | 7–2             |
| 2. коло      | Хонвед Будимпешта | 1–0 (д)   | 2–0 (г)    | 3–0             |
| Четвртфинале | Спартак Москва    | 0–0 (г)   | 2–0 (д)    | 2–0             |
| Полуфинале   | Интер Милано      | 2–0 (д)   | 0–1 (г)    | 2–1             |

Реал Мадрид је ушао у такмичење као шампион Шпаније, након што је освојио Ла Лигу 1979–80. Противници у првом колу били су им ирски шампион Лимерик. Лимерик је повео у првој утакмици на Ленсдаун Роуду, али је Реал постигао два гола и победио у првој утакмици резултатом 2–1. Реванш меч на домаћем терену Реала, стадиону Сантјаго Бернабеу, завршен је победом Реала резултатом 5–1, а победили су у нерешеном резултату 7–2.
Противник у другом колу био им је шампион Мађарске Хонвед. Голом Сантиљане обезбедио је Реалу победу у првој утакмици у Шпанији резултатом 1-0. Са по голом Лори Канингема и Франсиска Гарсије Ернандеза обезбедили су победу од 2:0 у реваншу на Хонведовом домаћем терену, стадиону Божик Јожеф, и тако победили у нерешеном резултату 3:0 у укупном резултату.
У четвртфиналу Реал се суочио са совјетским шампионом Спартаком из Москве. 0-0 на стадиону Динамо Лењин у Совјетском Савезу оставило је фино избалансиран резултат у реваншу у Шпанији. Два гола Исидра у другом полувремену обезбедила су победу од 2:0 у мечу и над укупним резултатом.
Противник Реала у полуфиналу био је шампион Италије Интерназионале. Реал је победио у првој утакмици у Шпанији резултатом 2:0 после голова Сантиљане и Хуанита. Интерназионалеу је требало да постигне два гола да би изједначио резултат у продужецима, али су успели да постигну гол само једном. Победили су у реваншу резултатом 1–0, али је Реал победио у нерешеном резултату 2–1 укупним резултатом да би се пласирао у своје девето финале.

## Утакмица

### Позадина
Ливерпул се појавио у свом трећем финалу Купа Европе. Освојили су своја два претходна наступа 1977. и 1978. Реал Мадрид је наступао у свом деветом финалу, победили су у такмичењу шест пута, укључујући рекордних пет узастопних победа од 1956. до 1960. Њихова шеста победа је била 1966. године, док су два пораза била 1962. и 1962. године.
Ливерпул је завршио на петом месту током Прве дивизије фудбалске лиге 1980–81, тако да им је било потребно да победе у финалу да би обезбедили да ће се такмичити у Европском купу следеће сезоне. Упркос томе, Ливерпул је освојио Куп фудбалске лиге по први пут раније у сезони, савладавши Вест Хем јунајтед са 2–1 у репризи након што је финале завршено резултатом 1–1. Реал Мадрид је завршио на другом месту у Ла Лиги 1980–81, квалификовали су се за Куп УЕФА као резултат, али победа би им омогућила да се такмиче у Европском купу следеће сезоне.
Обе стране су имале право на забринутост због повреда пре меча. Ливерпул је имао сумње око бројних играча. Кени Далглиш није тренирао неколико недеља, док је Алан Кенеди био по страни шест недеља због сломљеног зглоба. Реал је био забринут због нападача Лори Канингем који је био по страни од новембра.

### Детаљи
| Ливерпул      | 1–0      | Реал Мадрид |
| ------------- | -------- | ----------- |
| А. Кенеди 82’ | Извештај |             |

| Ливерпул | Реал Мадрид |

|                  |    |                |     |     |
|                  |    |                |     |     |
| GK               | 1  | Реј Клеменс    |     |     |
| RB               | 2  | Фил Нил        |     |     |
| LB               | 3  | Алан Кенеди    |     |     |
| CB               | 4  | Фил Томсон (c) |     |     |
| LM               | 5  | Реј Кенеди     | 29’ |     |
| CB               | 6  | Алан Хансен    |     |     |
| CF               | 7  | Кени Далглиш   |     | 85’ |
| RM               | 8  | Семи Ли        |     |     |
| CF               | 9  | Дејвид Џонсон  |     |     |
| CM               | 10 | Тери Мекдермот |     |     |
| CM               | 11 | Грејем Сунес   |     |     |
| Резервни играчи: |    |                |     |     |
| MF               | 12 | Џими Кејс      |     | 85’ |
| GK               | 13 | Стив Огризовик |     |     |
| DF               | 14 | Колин Ирвин    |     |     |
| DF               | 15 | Ричард Мани    |     |     |
| FW               | 16 | Хауард Гејл    |     |     |
| Менаџер:         |    |                |     |     |
| Боб Пезли        |    |                |     |     |

|                  |    |                            |     |     |
|                  |    |                            |     |     |
| GK               | 1  | Августин                   |     |     |
| RB               | 2  | Рафаел Гарсија Кортез      |     | 87’ |
| LB               | 3  | Хосе Антонио Камачо        |     |     |
| CM               | 4  | Ули Штилике                | 59’ |     |
| CB               | 5  | Андрес Сабидо              |     |     |
| CM               | 6  | Висенте дел Боске          |     |     |
| RF               | 7  | Хуан Гомез Гонзалез        |     |     |
| CM               | 8  | Анхел дел лос Сантос       |     |     |
| CF               | 9  | Сантиљана (c)              |     |     |
| CB               | 10 | Антонио Гарсија Навахас    |     |     |
| LF               | 11 | Лори Канингам              |     |     |
| Резервни играчи: |    |                            |     |     |
| GK               | 12 | Мигел Ангел                |     |     |
| DF               | 13 | Исидоро Сан Хозе           |     |     |
| MF               | 14 | Исидро Дијаз               |     |     |
| MF               | 15 | Франциско Гарсија Ернандез |     |     |
| MF               | 16 | Франциско Пинеда           |     | 87’ |
| Менаџер:         |    |                            |     |     |
| Вујадин Бошков   |    |                            |     |     |